# Fri os fra det onde
Fri os fra det onde er en dansk spillefilm fra 2009, der er skrev og instrueret af Ole Bornedal.

## Handling
En balstyrisk fortælling, der nok er solidt rodfæstet i den jyske muld, men rent fortællemæssigt rager helt op i sagastørrelse. Filmen er fuld af grotesk karikerede personer, og selv hovedpersonerne er de rene reklameglansbilleder.

## Medvirkende
- Lasse Rimmer – Johannes
- Lene Nystrøm – Pernille
- Jens Andersen – Lars - Johannes bror
- Pernille Vallentin – Scarlett
- Mogens Pedersen – Ingvar
- Kurt Ravn – Weksjø
- Henrik Prip – Thomsen
- Jacob August Ottensten – Frederik
- Fanny Bornedal – Viola
- Lone Lindorff – Anna
- Bojan Navojec – Alain
- Kim Kold – Leif Christensen
- Alexandre Willaume-Jantzen – Roald
- Anders Budde Christensen – Silver
- Daniel Engstrup – Tonser
- Bob Anders Pedersen – Noller
- Helle Halsboe – Jane
- Andreas Bo Pedersen – Benny
- Torben Vadstrup – Sælger i byggemarkedet
- Sonja Richter – Presenter

## Modtagelse
Filmen modtog dog ikke særlig gode anmeldelser. Nystrøm og Rimmers roller blev kommenteret med at de "hverken [ragede] op eller falder igennem", mens Andersens præstation blev fremhævet.